# Festuca graeca
Festuca graeca är en gräsart som först beskrevs av Eduard Hackel, och fick sitt nu gällande namn av Markgr.-dann. Festuca graeca ingår i släktet svinglar, och familjen gräs. Inga underarter finns listade i Catalogue of Life.